# Teleosauroidea
Teleosauroidea es una superfamilia extinta de crocodiliformes talatosuquios, los cuales vivieron desde el Jurásico Medio hasta el Cretácico Inferior.